# Amos de-Shalit

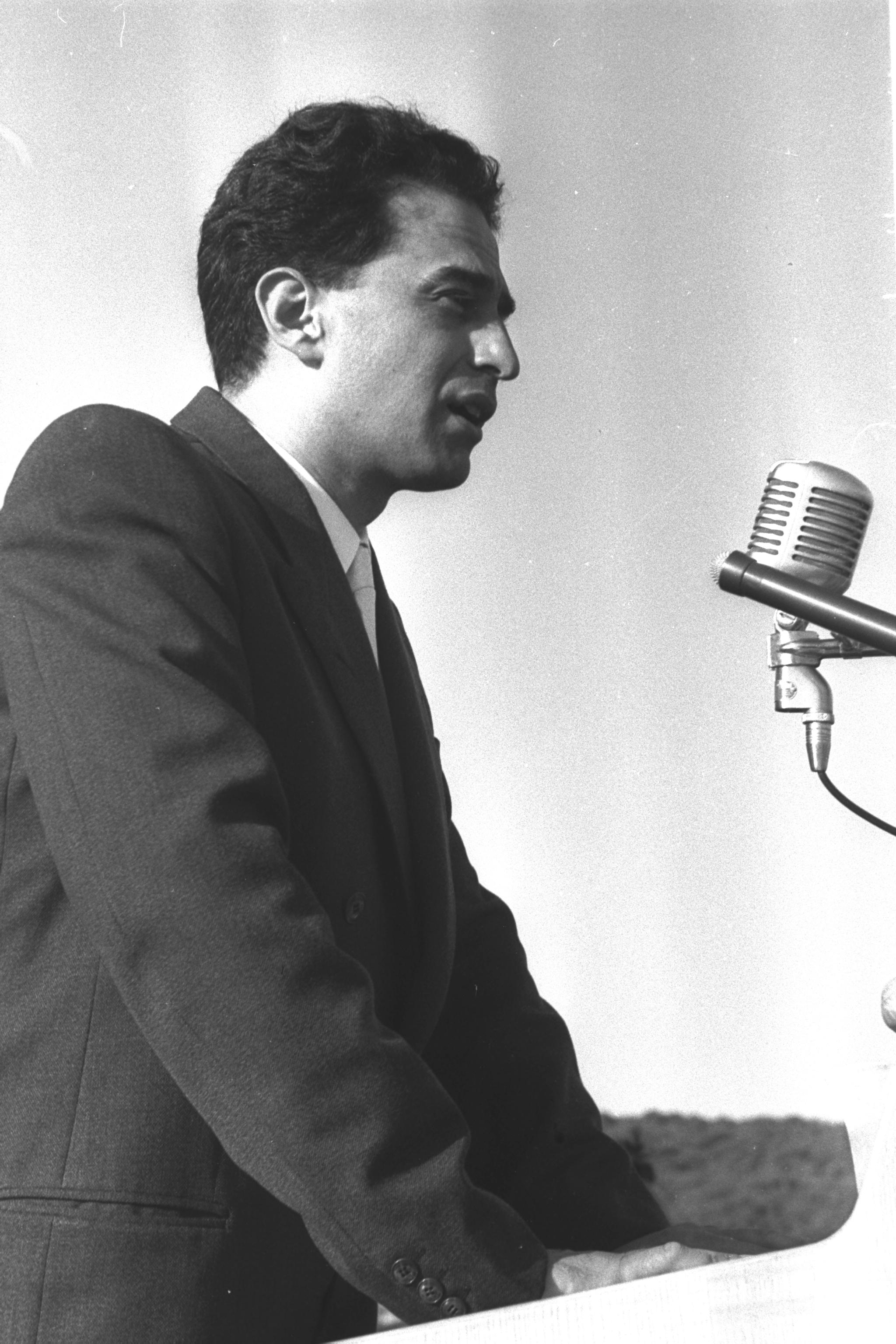
Amos de-Shalit (1958)

Amos de-Shalit (* 29. September 1926 in Palästina; † 2. September 1969) war ein israelischer theoretischer Kernphysiker und Wissenschaftsorganisator. Sein Nachname wurde auch deShalit und de Shalit geschrieben.

## Leben und Karriere
De-Shalit kämpfte ab 1947 im israelischen Unabhängigkeitskrieg in der Haganah. Er studierte an der Hebrew University und der ETH Zürich, wo er bei Paul Scherrer promovierte. Nach Post-Doc-Aufenthalten an der Princeton University, der Stanford University und am Massachusetts Institute of Technology war er 1956 Gastprofessor an der Hebrew University. 1957/58 war er als Ford Foundation Fellow am CERN. Er wurde Professor an der Hebrew University und leitete 1961 bis 1963 deren Physik-Fakultät, war aber gleichzeitig schon ab 1954 am Weizmann-Institut, dessen Institut für Kernphysik er 1954 gründete und leitete. Er war wissenschaftlicher Direktor und 1966 bis 1968 Direktor des Weizmann-Instituts. Kurz vor seinem frühen Tod an Pankreatitis wurde er Leiter einer neu gegründeten Abteilung für wissenschaftliche Pädagogik am Weizmann-Institut. Er war auch am International Centre for Theoretical Physics (ICTP) in Triest aktiv.
De-Shalit ist vor allem für Arbeiten über das Schalenmodell der Atomkerne bekannt, über das er ein Lehrbuch mit Igal Talmi (ebenfalls Professor am Weizmann-Institut) schrieb. Außerdem schrieb er eine Monographie über theoretische Kernphysik mit Herman Feshbach, die erst 1974 posthum erschien. Er wandte wie zuvor Giulio Racah (ebenfalls in Israel, ein weiterer wichtiger Forscher in Israel auf diesem Gebiet war Harry Lipkin) gruppentheoretische Methoden auf die Kernstruktur an und untersuchte Diffraktions-Phänomene der Kernstreuung. Am CERN sorgte er als wissenschaftlicher Berater dafür, dass am Synchrotron auch Hochenergie-Beschleunigerexperimente zur Kernstruktur berücksichtigt wurden (und war mit einer der ersten, der überhaupt solche Experimente für die Kernphysik vorschlug) und organisierte mit Victor Weisskopf ab 1963 Konferenzen dazu beim CERN.
1965 erhielt er mit Talmi den Israel-Preis für ihre Arbeiten zum Schalenmodell.
Er war auch am israelischen Kerntechnik- beziehungsweise Kernwaffenprogramm beteiligt. Er war regelmäßig in den 1960er Jahren Begleiter von US-Delegationen zum Kernreaktor in Dimona.
De-Shalit war Ende der 1950er Jahre einer der Initiatoren für eine engere Zusammenarbeit des Weizmann-Instituts und überhaupt der israelischen Wissenschaftler mit der Bundesrepublik Deutschland, was mit einem Besuch einer Delegation mit Otto Hahn (dem damaligen Direktor der Max-Planck-Gesellschaft), Feodor Lynen und Wolfgang Gentner (den de-Shalit vom CERN kannte) 1959 in Israel begann.
1969 wurde de-Shalit in die American Academy of Arts and Sciences gewählt. Ein Gymnasium in Rechovot ist nach ihm benannt, ein Lehrstuhl für theoretische Physik und eine Vorlesungsreihe für Gastprofessoren am Weizmann-Institut. Die 1974 gegründete Amos-de-Shalit-Foundation fördert durch Vorlesungen, Sommerschulen, Stipendien, einen Preis für Physik-Lehrer und Workshops das Interesse für Wissenschaft bei Jugendlichen.
Er ist der Vater des Mathematikers Ehud de Shalit.

## Schriften
- Amos de-Shalit, Igal Talmi: Nuclear Shell Theory. Dover Publications, Mineola, N.Y. 2004, ISBN 978-0-486-43933-4 (archive.org).
- A. De-Shalit, H. Feshbach, L. Van Hove (Hrsg.): Preludes in theoretical physics. North-Holland Publishing Company ; John Wiley & Sons, Amsterdam ; New York 1966 (archive.org).
- Amos DeShalit, Herman Feshbach: Theoretical Nuclear Physics – Vol.1: Nuclear Structure. John Wiley & Sons, New York 1974.
  - Band 2 wurde von Feshbach alleine vorgesetzt: Herman Feshbach: Theoretical Nuclear Physics – Vol.2: Nuclear Reactions. John Wiley & Sons, New York 1992.
- Amos De-Shalit: Die naturwissenschaftliche Forschung in kleinen Ländern. In: Die naturwissenschaftliche Forschung in kleinen Ländern. VS Verlag für Sozialwissenschaften, Wiesbaden 1966, ISBN 978-3-322-98306-0, S. 7–22, doi:10.1007/978-3-322-99013-6_1.